# Монтескларос
Монтескларос (ісп. Montesclaros) — муніципалітет в Іспанії, у складі автономної спільноти Кастилія-Ла-Манча, у провінції Толедо. Населення — 447 осіб (2010).
Муніципалітет розташований на відстані близько 110 км на захід від Мадрида, 80 км на захід від Толедо.

## Демографія
Динаміка населення (INE ):

## Галерея зображень

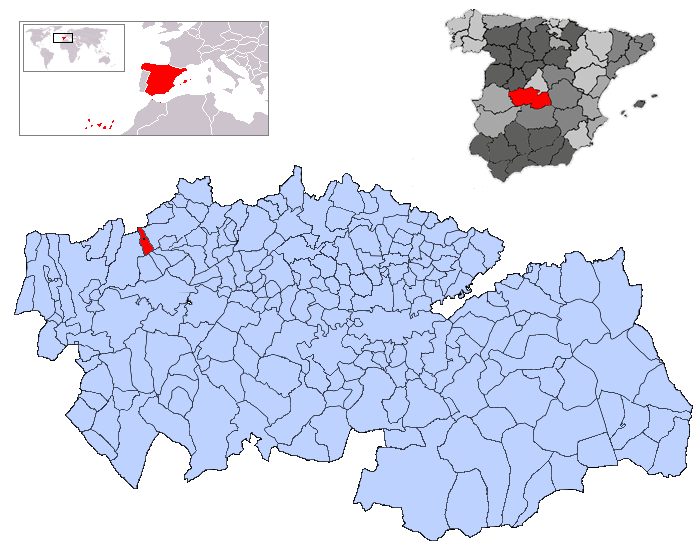
Розташування муніципалітету у провінції Толедо